# Русець (Лодзинське воєводство)
Русець (пол. Rusiec) — село в Польщі, у гміні Русець Белхатовського повіту Лодзинського воєводства.
Населення — 1640 осіб (2011).
У 1975-1998 роках село належало до Серадзького воєводства.

## Демографія
Демографічна структура станом на 31 березня 2011 року:
|          | Загалом | Допрацездатний вік | Працездатний вік | Постпрацездатний вік |
| -------- | ------- | ------------------ | ---------------- | -------------------- |
| Чоловіки | 810     | 166                | 567              | 77                   |
| Жінки    | 830     | 157                | 497              | 176                  |
| Разом    | 1640    | 323                | 1064             | 253                  |